# Campionat alagoano

Campionat alagoano / Alagoas

El Campionat Alagoano és el campionat estatal de futbol d'Alagoas.

## Format
El campionat alagoano es divideix en tres fases (basat en l'edició de 2010).
- Primera fase: doble ronda on tots els equips juguen enfront dels altres a casa i a fora. El campió es classifica per la tercera fase.
- Segona fase: eliminatòries entre els quatre primers de la fase anterior: (1r contra 4t i 2n contra 3r). El campió es classifica per la tercera fase.
- Tercera fase: Final a doble partit entre els campions de les dues fases. Si fos el mateix club, esdevé campió automàticament.

Els dos pitjors equips baixen a Segona Divisió.

## Campions
Font:
- 1927:  CRB (1)
- 1928:  CSA (1)
- 1929:  CSA (2)
- 1930:  CRB (2)
- 1931: no es disputà
- 1932: no es disputà
- 1933:  CSA (3)
- 1934: no es disputà
- 1935:  CSA (4)
- 1936:  CSA (5)
- 1937:  CRB (3)
- 1938:  CRB (4)
- 1939:  CRB (5)
- 1940:  CRB (6)
- 1941:  CSA (6)
- 1942:  CSA (7)
- 1943: no es disputà
- 1944:  CSA (8)
- 1945:  Santa Cruz (1)
- 1946:  Barroso (1)
- 1947:  Alexandria (1)
- 1948:  Santa Cruz (2)
- 1949:  CSA (9)
- 1950:  CRB (7)
- 1951:  CRB (8)
- 1952:  CSA (10)
- 1953:  ASA (1)
- 1954:  Ferroviário (1)
- 1955:  CSA (11)
- 1956:  CSA (12)
- 1957:  CSA (13)
- 1958:  CSA (14)
- 1959:  Capelense (1)
- 1960:  CSA (15)
- 1961:  CRB (9)
- 1962:  Capelense (2)
- 1963:  CSA (16)
- 1964:  CRB (10)
- 1965:  CSA (17)
- 1966:  CSA (18)
- 1967:  CSA (19)
- 1968:  CSA (20)
- 1969:  CRB (11)
- 1970:  CRB (12)
- 1971:  CSA (21)
- 1972:  CRB (13)
- 1973:  CRB (14)
- 1974:  CSA (22)
- 1975:  CSA (23)
- 1976:  CRB (15)
- 1977:  CRB (16)
- 1978:  CRB (17)
- 1979:  CRB (18)
- 1980:  CSA (24)
- 1981:  CSA (25)
- 1982:  CSA (26)
- 1983:  CRB (19)
- 1984:  CSA (27)
- 1985:  CSA (28)
- 1986:  CRB (20)
- 1987:  CRB (21)
- 1988:  CSA (29)
- 1989:  Capelense (3)
- 1990:  CSA (30)
- 1991:  CSA (31)
- 1992:  CRB (22)
- 1993:  CRB (23)
- 1994:  CSA (32)
- 1995:  CRB (24)
- 1996:  CSA (33)
- 1997:  CSA (34)
- 1998:  CSA (35)
- 1999:  CSA (36)
- 2000:  ASA (2)
- 2001:  ASA (3)
- 2002:  CRB (25)
- 2003:  ASA (4)
- 2004:  Corinthians (1)
- 2005:  ASA (5)
- 2006:  Coruripe (1)
- 2007:  Coruripe (2)
- 2008:  CSA (37)
- 2009:  ASA (6)
- 2010:  Murici (1)
- 2011:  ASA (7)
- 2012:  CRB (26)
- 2013:  CRB (27)
- 2014:  Coruripe (3)
- 2015:  CRB (28)
- 2016:  CRB (29)
- 2017:  CRB (30)
- 2018:  CSA (38)
- 2019:  CSA (39)
- 2020:  CRB (31)
- 2021:  CSA (40)
- 2022:  CRB (32)
- 2023:  CRB (33)
- 2024:  CRB (34)
- 2025:  CRB (35)

## Títols per equip
- Centro Sportivo Alagoano-CSA (Maceió) 40 títols
- Clube de Regatas Brasil-CRB (Maceió) 35 títols
- Agremiação Sportiva Arapiraquense-ASA (Arapiraca) 7 títols
- Clube Sportivo Capelense (Capela) 3 títols
- Associação Atlética Coruripe (Maceió) 3 títols
- Santa Cruz Futebol Clube (Maceió) 2 títols
- Esporte Clube Alexandria (Maceió) 1 títol
- Esporte Clube Barroso (Maceió) 1 títol
- Ferroviário Atlético Clube (Maceió) 1 títol
- Sport Club Corinthians Alagoano (Maceió) 1 títol
- Murici Futebol Clube (Murici) 1 títol